# Soul Plane - Pazzi in aeroplano
Soul Plane - Pazzi in aeroplano (Soul Plane) è un film commedia del 2004 diretto da Jessy Terrero.

## Trama
Nashawn Wade (Kevin Hart), un disoccupato afroamericano senza un soldo, durante un volo rimane bloccato nella toilette e per colpa sua l'aereo subisce danni tra cui l'apertura della porta cargo dove si trovano le valigie; queste vengono disperse nel cielo e la gabbia dove sta il cane di Nashawn viene risucchiata da un motore a reazione. Egli fa causa alla compagnia aerea e ottiene un rimborso di $100.000.000. Nashawn usa quei soldi per fondare una propria compagnia aerea, chiamata NWA (Nashawn Wade Airlines), il cui acronimo e il logo sono un riferimento al gruppo rap N.W.A.. La compagnia aerea è creata specificamente per afro-americani. Il terminal in aeroporto si chiama Malcolm X, l'aereo è personalizzato con sospensioni idrauliche e un dance club.
Durante il primo volo della compagnia aerea, Nashawn sta cercando di risolvere una moltitudine di problemi: il suo pilota Mack (Snoop Dogg) ha paura delle altezze, è un ex carcerato e fa uso di marijuana; l'ex ragazza di Nashawn è a bordo dell'aereo e non è tanto felice di vederlo visto che lui la lasciò anni prima senza spiegazioni, ma in realtà lui l'ama ancora. Anche la famiglia Hunkee, gli unici bianchi a bordo, ha molti problemi: la figlia di Elvis Hunkee ha appena compiuto diciotto anni e continua a dichiarare di voler perdere la verginità e si diverte con gli afro-americani a bordo; suo figlio si è trasformato in un rapper avendo prosciugato la carta di credito di suo padre in vestiti e accessori; la sua ex moglie, che lui vorrebbe riconquistare, non lo sopporta e si lascia invece sedurre da un modello afroamericano a bordo.
Elvis alla fine, parlando con Nashawn, riesce a risolvere, almeno in parte, i suoi problemi: sua figlia Heather voleva solo farlo arrabbiare e non faceva sul serio riguardo al sesso, desiderava soltanto che il padre si fidasse di lei; accetta il cambiamento del figlio Billy e lascia perdere il suo desiderio di tornare con Barbara. Anche Nashawn capisce di avere avuto tutto ciò che ha sempre desiderato ma di aver perso la persona che più amava, Giselle, così decide di parlarle. Nashawn le rivela di averla lasciata per non precluderle un futuro migliore in quanto la sentì dire al padre, furibondo, di voler rifiutare la sua borsa di studio per una prestigiosa università di New York per poter stare con lui. Nashawn, comprendendo di essere un ostacolo per lei e di non poterle offrire una bella vita, non avendo nemmeno un lavoro, decise quindi di lasciarla, cosicché potesse proseguire gli studi. Giselle, avendo capito la sincerità di Nashawn, lo perdona.
Il pilota apparentemente muore dopo aver mangiato dei funghi secchi usati dal copilota per le piattole. Nashawn quindi chiama il copilota Gaeman, che però scivola fuori dalla piscina in cui era andato dopo aver litigato con Mack. Così Nashawn cerca di pilotare l'aereo aiutandosi con le conoscenze di un'hostess che aveva fatto sesso con un pilota in un altro volo di un'altra compagnia aerea. L'aereo atterra al Central Park e subito dopo il pilota si sveglia e scopre di essere stato derubato.
Il film si conclude con Nashawn che racconta al pubblico il destino del suo equipaggio: lui e Giselle sono tornati insieme; suo cugino Muggsey ha aperto uno strip club e un casinò su uno dei suoi aerei; Elvis Hunkee ha iniziato una relazione con una delle guardie di sicurezza (Mo'Nique) e suo figlio è diventato un grande regista di video musicali, ma è scomparso poco dopo le riprese un video di Michael Jackson (questo bambino fa riferimento alle accuse di molestie che erano state depositate contro Michael Jackson sia nel 1993 che nel 2003).

## Produzione
Il film è stato prodotto dalla MGM. Nel film recitano alcune stelle del cinema e della musica come Kevin Hart, Method Man, Tom Arnold, Snoop Dogg, Arielle Kebbel, Mo'Nique e Sofía Vergara.

## Distribuzione
Il film è uscito negli Stati Uniti il 28 maggio 2004.

## Citazioni
- In una puntata della serie animata The Boondocks, Riley e Huey vanno col nonno a vedere Soul Plane 2 al cinema.